# Návarovský tunel
Návarovský tunel je železniční tunel na katastrálním území obce Držkov na úseku regionální železniční trati 035 Železný Brod – Tanvald mezi zastávkami Návarov a Plavy v km 9,731–9,904.

## Historie
Koncese byla udělena 31. března 1872 pro společnost Jihoseveroněmecká spojovací dráha k prodloužení jihoseveroněmecké železnice spojovací z Liberce na Friedland až ke hranicím zemským u Seidenberka, též ke křídelní železnici ze Železného Brodu do Tanwaldu. Po dalším upřesnění vytyčení trati byla vydána nová stavební koncese byla udělena dne 28. června 1873 a výstavba, kterou zajišťovaly firmy Daniel Lapp, Emil Trummbi, František Mlejnecký a Franciesco Nicoletti, byla zahájena ještě týž měsíc. Pravidelný provoz byl zahájen 1. července 1875. Dráhu vlastnila a provozovala společnost Jihoseveroněmecká spojovací dráha od zahájení dopravy až do svého zestátnění provedeného dne 1. ledna 1908. Na trati byly postaveny italskou firmou stavitele Franciesca Nicoletta v roce 1876 dva tunely, Návarovský a Haratický (Plavský). Opravy tunelů proběhly v sedmdesátých letech 20. století a dále v rámci rekonstrukce trati v roce 2019.

## Popis
Jednokolejný tunel byl postaven pro železniční trať Železný Brod – Tanvald mezi zastávkami Návarov a dopravnou Plavy. Byl ražen v ostrohu vrchu Skalice (564 m n. m.), který je tvořen vrstevnatou zelenou břidlicí, v meandru řeky Kamenice. Ve vyrubaném tunelu byly vyzděny pouze tři pasy cihelnou vyzdívkou. Po skalním zřícení na vjezdovém portálu byl tunel asi o třicet metrů prodloužen. Při rekonstrukci v roce 2019 byla odstraněna průtoková místa vody do tunelu, která se nacházela v oblastech přechodů cihelné obezdívky, prodloužené části a skalním povrchem. Pro zvětšení průjezdného profilu bylo odstraněno cihelné ostění a nahrazeno vrstvou stříkaného betonu.
Tunel leží v nadmořské výšce 380 m a měří 172,14 m.